# Liên đoàn Quidditch Quốc tế
Liên đoàn quidditch Quốc tế (IQA) đóng vai trò là cơ quan quản lý quidditch toàn thế giới, và giúp phối hợp giữa các hiệp hội các quốc gia trên toàn thế giới thông qua Hội nghị Liên đoàn quidditch Quốc tế. Trong quá khứ, IQA tổ chức Giải vô địch Thế giới cho các thành viên đủ điều kiện của hiệp hội vào cuối mỗi mùa giải, lần đầu tiên vào năm 2007, và tạm dừng vào năm 2014 trước khi tái cấu trúc. Hiện nay, giải đấu duy nhất do IQA giám sát là Giải vô địch quidditch thế giới - IQA World Cup.
Mỗi quốc gia chơi quidditch đều đang trong quá trình phát triển một tổ chức quốc gia. Nhiệm vụ của tổ chức quốc gia là tổ chức hoạt động quidditch tại các quốc gia, xây dựng chính sách thành viên cho các đội tuyển, tổ chức công tác trọng tài, người mang quả snitch, và huấn luyện viên, và là cầu nối giữa các đội tuyển trong nước với Liên đoàn quidditch Quốc tế (IQA).